# Mithrenes mindorensis
Mithrenes mindorensis är en insektsart som beskrevs av Frank H.Hennemann och Oskar V.Conle 2007. Mithrenes mindorensis ingår i släktet Mithrenes och familjen Phasmatidae. Inga underarter finns listade i Catalogue of Life.